# Ubisoft São Paulo
 (août 2025).
Motif : Succursale d'Ubisoft, pas de sources centrée, pas d'impact public
- Archive Wikiwix
- Bing
- Cairn
- DuckDuckGo
- E. Universalis
- Gallica
- Google
- G. Books
- G. News
- G. Scholar
- Persée
- Qwant
- (zh) Baidu
- (ru) Yandex
- (wd) trouver des œuvres sur Wikidata

| 1. | Préciser le motif de la pose du bandeau. | Précisez le motif de la pose du bandeau en utilisant la syntaxe suivante : {{admissibilité à vérifier\|date=août 2025\|motif=remplacez ce texte par le motif}}                         |
| 2. | Informer les utilisateurs concernés.     | Pensez à avertir le créateur de l'article, par exemple, en insérant le code ci-dessous sur sa page de discussion : {{subst:avertissement admissibilité à vérifier\|Ubisoft São Paulo}} |

 (novembre 2019).
Si vous disposez d'ouvrages ou d'articles de référence ou si vous connaissez des sites web de qualité traitant du thème abordé ici, merci de compléter l'article en donnant les références utiles à sa vérifiabilité et en les liant à la section « Notes et références ».
Ubisoft São Paulo est un studio brésilien de développement de jeux vidéo fondé en 2008 et situé à São Paulo. Il est le premier studio Ubisoft à s'implanter en Amérique latine.
En janvier 2009, Ubisoft annonce l'acquisition de Southlogic, situé dans la ville de Porto Alegre. L'entreprise devient partie intégrante d'Ubisoft São Paulo, mais garde cependant ses bureaux à Porto Alegre.

## Jeux développés
| Titres                          | Année | Plates-formes                     |
| ------------------------------- | ----- | --------------------------------- |
| Imagine: Detective              | 2009  | Nintendo DS                       |
| Imagine: Party Planner          | 2009  | Nintendo DS                       |
| Michael Jackson: The Experience | 2010  | Nintendo DS, PlayStation Portable |